# Kiyoshi Kuromiya
Kiyoshi Kuromiya (キヨシ・クロミヤ, né le 9 mai 1943 à Heart Mountain (en), dans le Wyoming et mort le 10 mai 2000 à Philadelphie) est un auteur américain d'origine japonaise, militant des droits civiques, anti-guerre, pour la libération des homosexuels (LGBT) et les droits des personnes atteintes du VIH/sida.
Né dans le Wyoming dans un camp d'internement américano-japonais de la Seconde Guerre mondiale, Kiyoshi Kuromiya est devenu un assistant de Martin Luther King et un opposant de premier plan contre la guerre du Viêt Nam dans les années 1960.
En plus d'être l'un des fondateurs du Gay Liberation Front à Philadelphie, Kiyoshi Kuromiya a également fondé le Critical Path Project et sa newsletter. Il a par ailleurs été l'éditeur du ACT UP's Standard of Care, l'un des tout premiers guides d'accompagnement des personnes atteintes du VIH ayant été rédigé par des personnes elles-mêmes atteintes du VIH ou du sida. Ce guide porte alors sur les traitements médicaux et a la particularité de prendre en compte les spécificités culturelles propres au milieu LGBT.

## Brève chronologie
- 1962 CORE restaurant sit-in, Route 40, Aberdeen (Maryland)
- 1963 Discours de Martin Luther King, Jr., 8/28, Lincoln Memorial, et plus tard pour rencontrer King à Willard Hotel, Washington
- 1965 Blessé à State Capitol Building, Montgomery, Alabama, dirigeant des lycéens noirs lors de la marche d'inscription des électeurs, 3/13
- 1965 Première manifestation pour les droits des homosexuels - Independence Hall, Philadelphie, 7/4
- 1967 "Armies of Night" marche sur le Pentagone, Arlington, VA
- 1968 Funérailles de Martin Luther King, Jr., Atlanta - s'est occupé de la semaine de funérailles de Martin Jr. et Dexter à la maison King à Vine City
- 1968 Lincoln Park et Conrad Hilton, Chicago,  Convention nationale démocrate émeutes à Grant Park
- 1969 Parle à la Convention constitutionnelle du peuple révolutionnaire du Black Panther Party, université Temple, Philadelphie
- 1970 "Renaissance de l'esprit dionysiaque," National Gay Liberation Conference, Austin, TX
- 1972 Premier Rainbow Family Gathering, Granby, CO
- 1974-77 A survécu au cancer du poumon métastatique
- 1978-83 A voyagé dans le monde entier avec Buckminster Fuller, a collaboré à ses six derniers livres, a publié le dernier livre à titre posthume en 1992 (Fuller est décédé en 1983) ; Philadelphie, Californie
- 1988 Premier employé de We the People with AIDS et membre fondateur de ACT-UP, Philadelphie
- 1992 membres d'ACT-UP blessés lors d'une manifestation à Bellevue Stratford Hotel, nombreuses arrestations d'ACT-UP à travers le pays
- 1996 Assis sur un panel de la FDA qui a recommandé l'approbation des premiers inhibiteurs de protéase puissants
- 1997 Critical Path AIDS Project - La Cour suprême annule la Communications Decency Act sur la censure d'Internet - plaideur principal
- 1999 Kuromiya contre les États-Unis d'Amérique - recours collectif sur l'usage médical de la marijuana.